# (8985) Tula
(8985) Tula es un asteroide perteneciente al cinturón de asteroides, descubierto el 9 de agosto de 1978 por la astrónoma soviética Liudmila Chernyj y su esposo, también astrónomo, Nikolái Chernyj, desde el Observatorio Astrofísico de Crimea.

## Designación y nombre
Designado provisionalmente como 1978 PV3. Fue nombrado Tula en homenaje a la  capital del óblast de Tula, en Rusia, Tula.